# Nenad Džodić
Nenad Džodić (ur. 4 stycznia 1977 w Belgradzie) – były serbski piłkarz występujący na pozycji obrońcy.

## Kariera klubowa
Džodić zawodową karierę rozpoczynał w 1995 roku w klubie FK Zemun. W 1997 roku trafił do francuskiego Montpellier HSC. We francuskiej ekstraklasie zadebiutował 26 września 1997 w zremisowanym 1:1 meczu z Paris Saint-Germain. 7 listopada 1998 w wygranym 2:1 spotkaniu z Paris Saint-Germain strzelił pierwszego gola w trakcie gry we francuskiej ekstraklasie. W 2000 roku Džodić spadł z klubem do drugiej ligi, ale po roku powrócił z nim do ekstraklasy. W 2004 roku ponownie spadł z zespołem do Ligue 2. Wówczas jednak odszedł z Montpellier.
Latem 2004 roku trafił do pierwszoligowego AC Ajaccio. Pierwszy ligowy mecz zaliczył tam 11 września 2004 przeciwko Toulouse FC (1:3). W 2006 roku spadł z klubem do Ligue 2. W Ajaccio grał jeszcze przez rok.
W 2007 roku powrócił do Montpellier HSC, występującego w Ligue 2. W 2009 roku awansował z nim do Ligue 1.
| Sezon   | Klub            | Kraj       | Rozgrywki         | Mecze | Bramki | Rozgrywki Europy | Mecze | Bramki |
| ------- | --------------- | ---------- | ----------------- | ----- | ------ | ---------------- | ----- | ------ |
| 1995/96 | FK Zemun        | Jugosławia | Super liga Srbije | 21    | 1      | -                | -     | -      |
| 1996/97 | FK Zemun        | Jugosławia | Super liga Srbije | 28    | 1      | Liga Europy UEFA | 1     | -0     |
| 1997/98 | Montpellier HSC | Francja    | Division 1        | 8     | 0      | Liga Europy UEFA | 1     | 0      |
| 1998/99 | Montpellier HSC | Francja    | Division 1        | 16    | 1      | -                | -     | -      |
| 1999/00 | Montpellier HSC | Francja    | Division 1        | 19    | 1      | Liga Europy UEFA | 7     | 4      |
| 2000/01 | Montpellier HSC | Francja    | Division 2        | 25    | 0      | -                | -     | -      |
| 2001/02 | Montpellier HSC | Francja    | Division 1        | 31    | 0      | -                | -     | -      |
| 2002/03 | Montpellier HSC | Francja    | Ligue 1           | 21    | 0      | -                | -     | -      |
| 2003/04 | Montpellier HSC | Francja    | Ligue 1           | 25    | 1      | -                | -     | -      |
| 2004/05 | AC Ajaccio      | Francja    | Ligue 1           | 26    | 1      | -                | -     | -      |
| 2005/06 | AC Ajaccio      | Francja    | Ligue 1           | 13    | 0      | -                | -     | -      |
| 2006/07 | AC Ajaccio      | Francja    | Ligue 2           | 31    | 1      | -                | -     | -      |
| 2007/08 | Montpellier HSC | Francja    | Ligue 2           | 36    | 3      | -                | -     | -      |
| 2008/09 | Montpellier HSC | Francja    | Ligue 2           | 36    | 3      | -                | -     | -      |
| 2009/10 | Montpellier HSC | Francja    | Ligue 1           | 17    | 4      | -                | -     | -      |
| 2010/11 | Montpellier HSC | Francja    | Ligue 1           | 3     | 0      | Liga Europy UEFA | 0     | 0      |
| 2011/12 | Montpellier HSC | Francja    | Ligue 1           | 0     | 0      | -                | -     | -      |

Stan na: 24 maja 2012 r.

## Kariera reprezentacyjna
W reprezentacji Jugosławii Džodić zadebiutował 13 lutego 2002 w wygranym 2:1 towarzyskim meczu z Meksykiem. W drużynie narodowej rozegrał w sumie 5 spotkań, wszystkie w 2002 roku.